# 国会へ行こう!
『国会へ行こう!』（こっかいへいこう）は、1993年に公開された日本映画。配給会社は東宝。
政治の表と裏をコミカルに描きながら、政治改革を目指し奮闘する保守党代議士と若い議員秘書の姿を描く政治コメディ。

## ストーリー
クリーニング屋でバイトをしていた大学生・川合直哉は、交通事故で負傷した衆議院議員・松平重義を助けたことが縁で、アルバイトとして彼の秘書となる。
しかし、秘書となった川合は、同じ選挙区の議員同士の中傷合戦や企業からの贈賄、果ては支持者の子供の裏口入学の斡旋といった裏仕事を目の当たりにする。「人殺し以外なら何でも引き受けるのが政治家だ」と先輩秘書に諭されるが、正義感の強い川合には耐えられず、就職を機に秘書を辞めようと考える。そんな時、松平の妻・紀子から、松平が20年前に作った政治改革試案を渡され、松平が単なる汚職政治家ではないことを知り、再び政治への熱意を取り戻した。アルバイト感覚で働いていた時とは打って変わった働き振りに、松平と対立する元総理大臣・武田厚三郎の秘書・柴崎敬介や槙原陽子も、川合に好感を抱くようになる。
そんな折、何者かによって大手ゼネコン・帝東建設と武田・松平ら自由民政党議員の献金問題が検察庁に密告され、永田町は大騒ぎになった。実は、検察庁に情報を流したのは松平本人であり、松平はこれを機に改革に反対する武田を追い落とし、一気に政治改革を実現させようと目論んでいた。松平と川合は二人三脚で党内をまとめ上げるが、武田は大橋総理を動かし国会を解散させ、法案の提出を阻止した。
意気消沈する川合たちを前に、松平は新党結成を呼びかけ、自由民政党との全面対決を宣言した。松平率いる新日本党と自由民政党は各選挙区で激戦を繰り広げ、運命の投票日を迎える。松平と武田の選挙区である宮城一区では他党の候補者が続々と当確し、最後の一議席を二人が争うことになった。そして、最後の一議席は93票の僅差で松平が当選を果たした。しかし、当選が決まった松平は脳溢血によって急死し、武田が繰り上げ当選したことで、政治改革の流れは途絶えてしまった。
総選挙から数日後。松平事務所の整理を終えた川合は、国会前で武田の秘書を辞めた陽子と再会した。川合は陽子に、松平の意思を継いで政治家になることを語り、別れの握手を交わした。

## 登場人物
川合 直哉（かわい なおや）
大学4年生の青年。クリーニング屋でアルバイトをしていたが、松平を助けたことが縁で、彼の議員秘書として雇われる。
元々政治には関心がなかったが、秘書の仕事を通して政治に興味を持ち、松平と共に政治改革を目指すようになる。
松平 重義（まつだいら しげよし）
自由民政党議員で、党内小派閥・森下派の副会長。若手議員への面倒見が良く人望もあるが、杉本からは「パフォーマンスが多いのが難点」と言われている。
政治改革を実現させるために総理の座を狙っており、そのためには汚い手段を取ることもいとわない。
槙原 陽子（まきはら ようこ）
武田の妻の姪で、第二秘書。武田からは政略の道具として扱われ、二村との縁談を持ちかけられている。
政治や人生に対して悲観していたが、川合の熱意を見て考えを変え、武田の秘書を辞め自分の夢のために生きようとする。
武田 厚三郎（たけだ こうざぶろう）
元総理大臣で、自由民政党最大派閥・武田派の会長。松平とは選挙区が同じで、20年来の天敵。
松平の政治改革法案を廃案に追い込むため、党内の買収や国会解散を策謀する。
神谷 登（かみや のぼる）
松平の第一秘書。主に金庫番の仕事を担当している。
政治の酸いも甘いも知るベテランとして、川合に秘書としての姿勢を諭す。
杉本 浩（すぎもと ひろし）
松平の第二秘書。主に支持者への挨拶回りを担当している。
川合の教育係を任され、秘書としての基礎を教える。
松平 紀子（まつだいら のりこ）
松平の妻。夫を支え、政治に失望する川合を勇気付ける。
三枝 満夫（さえぐさ みつお）
仙台の松平事務所の責任者。
柴崎 敬介（しばさき けいすけ）
武田の第一秘書。気さくな性格で、裏仕事に辟易する川合に秘書としての姿勢を諭す。
帝東建設からの献金の受け取り現場を検察に目撃され、口封じのため武田に殺害される（公には自殺として処理された）。
二村 明彦（ふたむら あきひこ）
帝東建設副社長。武田らとの献金問題が発覚し、検察に逮捕される。
森下 徳郎（もりした とくろう）
自由民政党森下派の会長。松平の暴走が悩みの種となっている。
総理の座を餌に武田に買収されそうになるが、「自分の力で総理になる」と断り、松平の政治改革を支持する。
伊藤 一（いとう はじめ）
自由民政党議員で、武田派所属。国会解散から目を逸らすための囮として、両院議員総会が行われる党本部の会議室を占拠し、森下派を釘付けにする。
大橋（おおはし）
内閣総理大臣。武田派所属のため、武田に頭が上がらない。武田の指示を受け総辞職し、国会を解散する。
吉岡（よしおか）
法務大臣で、自由民政党吉岡派の会長。松平に買収されるが、武田に一喝され寝返る。
三和 博嗣（みわ ひろつぐ）
労働党議員。政治改革特別委員会の委員。
久保田 宣子（くぼた のぶこ）
社会共明党議員。政治改革特別委員会の委員。

## キャスト
- 川合直哉 - 吉田栄作
- 松平重義 - 緒形拳
- 槙原陽子 - 宮崎ますみ
- 松平紀子 - 吉田日出子
- 神谷登 - 左右田一平
- 杉本浩 - 光石研
- 柴崎敬介 - 上田耕一
- 森下徳郎 - 金子信雄
- 二村明彦 - 長谷川初範
- 武田厚三郎 - 松村達雄
- 武田派議員 - 織本順吉
- 伊藤一 - 頭師孝雄
- 久保田宣子 - 藤田美保子
- 大橋 - 久遠利三
- 吉岡 - 高杉哲平
- 三枝満夫 - おやま克博
- 国会中継リポーター - 井上高志
- キャスター - 坂信一郎、小山田春樹
- 渡部又兵衛
- 片岡五郎
- 相沢治夫
- 名川貞郎
- 大矢兼臣
- 佐々木敏
- 露木護
- 森聖二
- 小野了
- 飯田浩幾
- 南川昊
- 沼崎悠
- 上田茂
- 葛原光生
- 瀬木一将
- 榊原司郎
- 島村日出人
- 群馬太郎
- 東郷正
- 横川誠
- 浦田右近
- 割戸詳
- 松尾徹也
- 盛久雄
- 日向大介
- 船場牡丹
- 柴田理恵
- ただのあつ子
- 菅野玲子
- 長谷部香苗
- 伊東佐和子
- 由起艶子
- 佐竹京子
- 監物房子
- 前川美稀
- 早川亜友子
- 鈴木幸枝
- 大倉なお美
- 川島にじ子
- 進藤初香

## スタッフ
- 監督 - 一倉治雄
- 脚本 - 斉藤ひろし、高野和明
- 音楽 - 大谷幸
- 製作 - 山科誠、鍋島壽夫
- プロデューサー - 茂庭喜徳、室岡信明
- 企画 - 丸本眞澄
- 撮影 - 長谷川元吉
- 美術 - 小川富美雄
- 録音 - 中村淳
- 照明 - 森谷清彦
- 編集 - 冨田功
- 助監督 - 冨永憲治
- 音楽プロデューサー - 吉田勝一
- 効果 - 柴崎憲治（サウンドボックス）
- スチール – 笹田和俊、長浜谷晋
- 技斗 - 高瀬将嗣
- アクション - 高瀬道場
- カースタント - アクティブ21
- 配給 - 東宝
- 製作 - バンダイビジュアル、ライトヴィジョン